# Tequila (banda)
Tequila fue una banda española fundada en Madrid hacia 1976, formada por los músicos Ariel Rot (guitarra), Alejo Stivel (voz), Julián Infante (guitarra), Felipe Lipe (bajo) y Manolo Iglesias (batería) y uno de los grupos de pop rock más populares en los primeros años de democracia en España.

## Orígenes e influencias
Tequila surgió con anterioridad a la movida madrileña, acabado el franquismo, aportando un rock con influencias de artistas como Chuck Berry y, sobre todo, de The Rolling Stones así como de grupos del rock argentino, sonando entonces muy diferentes a los grupos de rock urbano, entonces predominantes en la escena nacional. Temas como Salta!, Quiero besarte, Dime que me quieres o Rock and Roll en la plaza del pueblo, catapultaron a los cinco miembros de Tequila al estrellato. Se disolvieron en 1982, entre otros motivos, por las constantes diferencias de criterio entre sus miembros.

## Historia

### Primeros años
El origen de la banda remonta al año 1976 cuando Alejo Stivel y Ariel Rot viajaron a Madrid alejándose del gobierno militar instaurado en Argentina durante aquellos años, que obstaculizaba a numerosos músicos del rock y el pop argentino, en un período que abarcó los años 1976-1983, aunque entonces sin afectar a ellos como músicos, dado que aún eran jóvenes que no habían iniciado una carrera musical en su propio país sino años más tarde ya instalados en España..
En una de las noches en las que estos dos carismáticos músicos argentinos incursionaban en el ambiente nocturno madrileño, en el escenario del club New M&M, conocieron a la Spoonful Blues Band, grupo de rock con influencias sureñas formado por Julián Infante (guitarra), Felipe Lipe (bajo) y José Antonio Alonso "El Oso" (batería). Rot y Stivel quedaron impactados con ellos y les propusieron unirse con la idea de crear una banda más importante, pero al carecer de local y equipos musicales descartaron la idea inicial. Cuatro meses después, al quedarse sin guitarrista la Spoonful Blues Band, Felipe Lipe le ofrece la plaza de guitarra a Ariel Rot, quien inmediatamente fue incorporado a la banda. Tiempo más tarde también Alejo se integró como vocalista, ya que Ariel se encargaba de la voz además de la guitarra sin ser él un vocalista propiamente dicho.
Durante aquellos primeros años, y durante la mayor parte de la historia del grupo, Tequila continuó ensayando en un local de la calle Arturo Soria. 
Y en aquella etapa fue cuando cambiaron el nombre original del grupo a Tequila, sugerido por Felipe Lipe e inspirándose en la canción Cheap Tequila de Johnny Winter. Rot y Stivel llevaban meses insistiendo en que el nombre del grupo debía ser en castellano.

### Matrícula de honor
Con  el apodado "el oso" abandonando el grupo por tener que realizar el servicio militar, Tequila se hace con los servicios de Manolo Iglesias para la batería, logrando entonces la formación definitiva.
Es ahí cuando tras un bolo, dos productores y el periodista Vicente 'Mariscal' Romero les ofrecen grabar un disco para la productora Chapa Discos (filial de la histórica Zafiro) y actúan por primera vez en el concurso Un, dos, tres... responda otra vez, de Televisión Española 
Finalmente el disco ve la luz a mediados de 1978, donde sus temas más exitosos fueron "Rock and Roll en la plaza de pueblo", "Necesito un trago" y "Buscando Problemas". Tequila comienza a tener un inusitado éxito desconocido hasta entonces en España por un grupo de rock en español. 

### Rock and roll
Con el éxito del álbum Matrícula de Honor, Tequila se convierte en un símbolo del rock en España. 
Antes de grabar su segundo disco, los miembros de la banda colaboran en la realización del disco Fiebre de Vivir de Moris, otro músico argentino de gran influencia entre los roqueros españoles de la época. 
En el verano de 1979, sale a la luz Rock And Roll, considerado uno de los mejores trabajos de la historia del rock en España. En aquel histórico álbum destacan temas como "Quiero Besarte", "Me Vuelvo Loco", "Rock del Ascensor" (compuesto por Sergio Makaroff) o "El Barco" (tema compuesto por Alejo con la ayuda de Ariel y Julián, donde el vocalista narra su viaje de Argentina a España tras tener que emigrar).
En poco días Tequila supera las 100.000 copias de ventas, afianzándose como la banda de rock más exitosa de España.

### Viva Tequila!
A principios de la nueva década, Tequila se convirtió en una especie de puente entre el desconocido rock argentino en España y la nueva oleada de pop español que surgiría con la movida madrileña. 
A pesar de la incalculable cantidad de conciertos realizados por la banda, en 1980 se embarcan en la grabación del que sería su tercer disco: Viva Tequila. Ese disco fue grabado en Londres, bajo la dirección del ingeniero de sonido Peter McNamee.
Los temas más exitosos de dicho disco fueron: "Que el tiempo no te cambie", "Dime que me quieres", "Mira a esa chica" o "No llores".

### El disco japonés
Con un enorme éxito en España, Zafiro comunica a Tequila que hay un sello japonés interesados en producir un disco para el mercado del país asiático. 
Hubo muchas expectativas con el salto al mercado nipón, pero las nada despreciables 10 000 copias en ventas no fueron suficientes para introducirse en el mundo asiático.
En aquel disco se tradujeron cinco temas al inglés y los otros tres fueron publicados de forma original. También se compusieron dos temas nuevos: "Forget About You" y "All My Love Always".

### Confidencial
El fracaso de la aventura japonesa, unido al consumo de estupefacientes entre sus miembros, hizo que el último disco de Tequila no tuviera la repercusión esperada en comparación a los tres anteriores LPs.
Y a pesar de incluir excelentes temas como "Me voy de casa", "Nena", "Donde está mi brújula" o "Salta!" (siendo este tema el más popular de la banda hasta hoy en día), vendieron unos 50.000 ejemplares, lo cual no fue considerado suficiente para las entonces aspiraciones de una banda tan previamente exitosa.

### Disolución de la banda
Los problemas internos y de adicción hizo que Tequila se separara al poco tiempo.
Estaba preparándose un quinto disco que quedó en una maqueta de seis canciones (la canción "Me estás atrapando otra vez" la compuso Ariel para dicho disco, pero finalmente fue publicada en el disco Sin documentos de Los Rodríguez). Cuatro de esas seis canciones inéditas fueron publicadas en el disco recopilatorio Tequila Forever, siendo estas: Dudas, La isla, No, no, no y Tequila.
Con Manolo Iglesias abandonando la banda y con sólo tres miembros originales (Alejo, Ariel y Julián), el guitarrista argentino Rot decide abandonar la banda, dándose por disuelto el grupo con su partida en aquel 1983.
Tras cuatro discos y varios conciertos, la que fuese principal banda pionera del rock en España se disolvía en silencio, evidenciándose los nuevos tiempos musicales más pop y ochenteros a través de la naciente nueva 'movida' madrileña, impulsada por el productor argentino Jorge Álvarez.

## Después de Tequila

### Alejo Stivel
Tras el fin de Tequila, Alejo Stivel seguiría una exitosa carrera como productor discográfico (Joaquín Sabina, La Oreja de Van Gogh, M Clan, entre muchos otros).

### Ariel Rot y Julián Infante
Luego de la disolución de la banda, Ariel emprende una carrera en solitario durante los años 80, donde publica dos discos: Debajo del puente y Vértigo, teniendo relativo éxito en su Argentina natal.
A finales de los 80, colabora con Andrés Calamaro en la realización de los discos Por Mirarte y Nadie sale vivo de aquí. 
Julián durante a etapa post-Tequila colaboró con las bandas Martirio y Glutamato Ye-Ye, teniendo, al igual que Ariel, relativo éxito.
Los caminos de Ariel y Julián se juntaron nuevamente el 28 de septiembre de 1990, con la formación de Los Rodríguez, grupo en el cual la voz líder y composición pertenecían al argentino Andrés Calamaro, saboreando nuevamente de manera masiva el éxito que tuvieron con Tequila. 
Tras la disolución de Los Rodríguez en 1996, Ariel vuelve a retomar con éxito su carrera de solista, mientras que Julián no consigue publicar su primer disco como solista, debido a que en el 2000 falleció a causa de SIDA.

### Felipe Lipe
El bajista de Tequila decide abandonar la música profesional y estudió la carrera de psicología, trabajando en el Proyecto Hombre. 

### Manolo Iglesias
Se mudó a Mallorca durante los años 80, volviendo a Madrid en los 90. Allí recae definitivamente en la heroína falleciendo en 1994 a causa del SIDA. .

## Regreso de la banda
En 2008, los supervivientes de la banda excepto Felipe Gutiérrez (más conocido por F. Lipe) que declina salir de gira, se reunieron como Tequila, fichando a cuatro músicos más: Josu García, Mac Hernández, Daniel Griffin y Mauro Mietta. La discográfica Sony-BMG editó un disco y un DVD con sus antiguas actuaciones en televisión.
En 2018, Rot y Stivel se volvieron a unir para hacer una gira de despedida y grabar una nueva canción para la película Superlópez. De este encuentro se editó un DVD
En 2020 Tequila dijo adiós con sus últimas seis fechas en Bilbao, Barcelona, Valencia, Pamplona, Sevilla y Madrid. La fecha de la última fiesta de Tequila fue el 23 de septiembre de 2021, tras posponer el concierto de marzo en el Wizink Center de Madrid a causa de la pandemia de COVID-19

## Formaciones

### Formación 1976-1983
- Alejo Stivel: voz principal y compositor. (1976-1983), (2008-2009), (2018-2020)
- Ariel Rot: guitarrista, compositor y voz de coro. (1976-1983), (2008-2009), (2018-2020)
- Julián Infante: guitarrista, compositor y voz de coro. (1976-1983)
- Felipe Lipe: bajo. (1976-1982), (2008)
- Manolo Iglesias: batería. (1976-1982)
- Alex de la Nuez: bajo. (1983)

### Última Formación (desde 2008 de forma discontinua)
- Alejo Stivel: voz principal y compositor.
- Ariel Rot: guitarrista, compositor y voz de coro.
- Josu García
- Mac Hernández
- Daniel Griffin
- Mauro Mietta

## Discografía
La banda publicó cuatro álbumes. Se trabajó en un quinto que no llegó a salir a la luz, pero de la que alguna canción como "Me estás atrapando otra vez" se incluyó en trabajos posteriores de Los Rodríguez:
- Matrícula de honor (1978)

1. Rock & Roll en la Plaza del pueblo
2. Necesito un trago
3. Voy a hacerte un gran favor
4. Las vías del ferrocarril
5. Desabrochando
6. Nena, qué bien te ves
7. Buscando problemas
8. Mala leche
9. El ahorcado
10. Vacaciones en Copacabana
11. Abre el día
12. Israel

- Rock and roll (1979)

1. Rock and roll
2. Y yo qué sé
3. Rock del ascensor
4. Todo se mueve
5. Quiero besarte
6. Matrícula de honor
7. Mister Jones
8. Hoy quisiera estar a tu lado
9. El barco
10. Me vuelvo loco

- Viva! Tequila! (1980)

1. Mira esa chica
2. Que el tiempo no te cambie
3. Despistado
4. Es sólo un día más
5. Ring ring
6. Déjenme dormir
7. No llores
8. Las cosas que pasan hoy
9. Necesito un amor
10. Dime que me quieres

- Confidencial (1981)

1. Me voy de casa
2. Nena
3. No me dejes solo
4. Ya soy mayor
5. Dónde está mi brújula
6. Número uno
7. Esta chica no es para mí
8. Estoy en la Luna
9. Qué pasa conmigo
10. Salta!

### El disco japonés
En 1981, Tequila grabaron un disco destinado al mercado japonés, formado por 5 versiones en inglés de sus canciones, 3 en versión original, y 2 nuevas canciones escritas por compositores ajenos a la banda. El disco se tituló Viva! Tequila!, como el tercer álbum de la banda. En él sólo participaron Alejo poniendo voces y Ariel haciendo coros. 
1. Forget about you
2. There will come a day
3. Ring ring
4. Quiero besarte
5. Toy
6. All my love always
7. Baby, gonna get it
8. Que el tiempo no te cambie
9. Todo se mueve
10. If you ask me

### En directo
- Adiós Tequila! En vivo (2019)

### Recopilatorios
- Éxitos (1982)
- Tequila (1990)
- Tequila Forever (1999)
- Salta! (2001)
- Lo mejor de la edad de oro del pop español (2001)
- Vuelve Tequila (2008)

## Álbum homenaje
- Mucho Tequila (1997)

## Documental
- En 2022 se terminó de rodar el documental Tequila. Sexo, drogas y rock and roll. Dirigido por Álvaro Longoria y con guion de Longoria y Juan Puchades, es una producción de Morena Films, en coproducción con RTVE y con la participación de Movistar Plus + y la colaboración especial de Mahou. Se estrenó oficialmente en España en noviembre de 2022.